# (12481) Streuvels
(12481) Streuvels est un astéroïde de la ceinture principale.

## Description
(12481) Streuvels est un astéroïde de la ceinture principale. Il fut découvert le 12 mars 1997 à La Silla par Eric Walter Elst. Il présente une orbite caractérisée par un demi-grand axe de 2,78 UA, une excentricité de 0,15 et une inclinaison de 9,1° par rapport à l'écliptique.

## Compléments